# 효명중학교
효명중학교(曉明中學校)는 대한민국 경기도 평택시 장당동에 있는 사립 중학교이다.

## 학교 연혁
- 1953년 2월 10일 : 효명고등공민학교 3학급 설립인가, 초대 교장 유수철 도미니꼬 신부 취임
- 1954년 2월 10일 : 효명중학교 6학급 설립인가
- 1956년 2월 10일 : 제1회 졸업식 (졸업생 48명)
- 1964년 3월 1일 : 천주교 서정리 성당에서 현 위치로 교사이동
- 1975년 3월 1일 : 남녀공학에서 남학교로 전환
- 1981년 3월 1일 : 중·종합고등학교 병설에서 중학교 분리
- 1986년 12월 23일 : 특별교실 2실(역도관) 준공(208.5m2)
- 2003년 2월 15일 : 학칙변경 27학급 배정
- 2003년 3월 5일 : 도서관 확장 이전
- 2003년 11월 6일 : 효명 개교 50주년 기념식 및 광암관(체육관) 준공(2,300.5m2)
- 2004년 3월 1일 : 남학교에서 남녀공학 환원
- 2005년 2월 28일 : 도미니꼬관 준공
- 2024년 1월 10일 : 제69회 졸업식(졸업생 184명) (누계 21,881명)
- 2024년 3월 1일 : 제16대 박금수 교장 취임

## 참고 자료
- 효명중학교 - 한국교육학술정보원 학교알리미